# Estadio Héctor "Matrero" D'Anunzio
El Estadio Héctor "Matrero" D'Anunzio fue un estadio de baloncesto de la ciudad de Junín, el que el club Argentino de esa ciudad hizo las veces de local desde 2003 a 2010. Estaba situado en la cúpula de la Sociedad Rural, a unos cuatro kilómetros del centro de la ciudad.

## Historia
Su montaje comenzó en agosto de 2003 cuando Argentino ascendió a la Liga Nacional de Básquet. Fue inaugurado el 1 de octubre de ese año. Fue desmantelado por completo en 2010, cuando Argentino volvió a jugar en su estadio El Fortín de las Morochas.

## Ubicación
El estadio se encontraba dentro del recinto cubierto conocido como "La Cúpula", en el predio de la Sociedad Rural de Junín. Se accedía a través del Camino Presidente Illia -acceso al parque natural Laguna de Gómez- a 500 metros de la Ruta Nacional 7.

## Características
Conocido popularmente como Catedral Azul, fue considerado por la Asociación de Clubes de Básquetbol como uno de los mejores y más seguros de la Liga. Tenía capacidad para 3.500 espectadores. En 2005 fue elegido sede del Súper 8.